# Chris Dodd (Radsportler)
Chris Dodd (* 13. November 1951 in Coventry) ist ein ehemaliger britischer Radrennfahrer und nationaler Meister im Radsport.

## Sportliche Laufbahn
Dodd war Spezialist für Querfeldeinrennen (heutige Bezeichnung Cyclocross), bestritt aber auch Rennen im Straßenradsport. Bei den Junioren holte er 1968 die Titel im Straßenrennen und im Querfeldeinrennen, 1969 im Querfeldeinrennen.
Als Amateur holte er mehrfach Medaillen bei den nationalen Meisterschaften im Querfeldeinrennen. 1972 gewann er den nationalen Titel vor Roger Page, 1973 vor Graham Collyer. 1974 und 1975 wurde er Vize-Meister. 1971 kam er auf den dritten Rang der Meisterschaft. 1976 wurde er Berufsfahrer und blieb bis 1984 immer in britischen Radsportteams als Radprofi aktiv.  
Bei den Cyclocross-Weltmeisterschaften der Amateure wurde er 1971 6., 1972 42., 1973 29. Bei den Profis wurde er 1976 21., 1978 22., 1983 27. Dodd gewann eine Reihe von Querfeldeinrennen und Eintagesrennen sowie Etappen kürzerer Rundfahrten.